# Miroslav Filipović
Miroslav Filipović (5. června 1915, Bosna a Hercegovina – 1946, Záhřeb) byl chorvatský františkánský řeholník, ustašovský vojenský kaplan a válečný zločinec, který se účastnil zvěrstev během druhé světové války v Jugoslávii. Pod jménem Miroslav Majstorović nechvalně proslul jako velitel koncentračního tábora Jasenovac. Během čtyř měsíců jeho „vlády" bylo zabito cca 30 000 vězňů, většinou Srbů, ale také Romů a Židů. Jugoslávským civilním soudem byl odsouzen jako válečný zločinec a v roce 1946 popraven oběšením.
Po dobu trvání války udržoval Vatikán plné diplomatické vztahy s Nezávislým státem Chorvatsko a byl informován o úsilí Ustašovců konvertovat etnické Srby ke katolicismu. Někteří bývalí kněží, většinou františkáni, zejména i v Bosně a Hercegovině, se samotných zvěrstev přímo účastnili. Filipović-Majstorović vstoupil k Ustašovcům 7. února 1942. Následně byl z řádu údajně propuštěn. Stal se vrchním strážcem koncentračního tábora Jasenovac, kde byl kvůli svému sadismu přezdíván „Fra Sotona“ („bratr Satan“). Když byl oběšen za válečné zločiny, nosil svůj kněžský oděv, i když byl údajně zbaven duchovního stavu.

## Duchovní kariéra
Miroslav Filipović se narodil roku 1915 v Bosně a Hercegovině. V roce 1938 vstoupil do františkánského kláštera v Petrićevci poblíž Banja Luky a přijal řeholní jméno Tomislav. V lednu 1942 složil v Sarajevu zkoušky z teologie a měl se stát kaplanem v severní Hercegovině, ale místo toho vstoupil do služeb chorvatské fašistické organizace Ustaša.
4. dubna 1942 mu bylo zakázáno vykonávat kněžské úkony. O půl roku později, 22. října, byl vyloučen z řádu.

## Zločiny
7. února 1942 se v čele ustašovského oddílu podílel na vraždách 52 srbských pracovníků ve vesnici Rakovica. Tito lidé byli ubiti krumpáči. Poté ve vesnici Drakulić s bratrstvem kláštera Petrićevac zavraždili cca 1 500 Srbů. Způsob vraždění byl velmi zvrácený a krutý. Srbům řezali hlavy, končetiny a vyžívali se ve svém konání.[zdroj?] V těchto zvěrstvech vynikali ještě tři františkáni: Brekalo, Matković a Brkljanić. Masakr přežila pouze jedna žena, Lenka, která později zešílela.

## Velitel Jasenovce
Na podzim roku 1942 se Miroslav Majstorović stal velitelem koncentračního tábora Jasenovac. Proslul jako jeden z nejhorších velitelů tohoto tábora. Několik dní před Vánoci roku 1942 kvůli útěku čtyř vězňů osobně postřílel 56 Židů. Často se vyžíval v mučení vězňů. Měl gumovou tyč, kterou přikládal na rány vězňů a říkal, že se chce napít srbské, romské, židovské či komunistické krve.[zdroj?] „Bavil" se i jinak. Jednou si zavolal k sobě tři Romy. Prvnímu přikázal, ať zastřelí toho druhého. Třetí měl zastřelit toho prvního. A posledního zabil osobně.[zdroj?]

## Rozsudek smrti
Po skončení druhé světové války byl odsouzen za válečné zločiny k trestu smrti a roku 1946 oběšen.